# أحداث يناير في ليتوانيا
أحداث يناير هي كانت سلسلة من المواجهات العنيفة بين السكان المدنيين في ليتوانيا المؤيدين لإستقلال بلادهم وبين القوات السوفيتية وقعت الأحداث بين 11 و13 يناير 1991 حيث بعد إعلان استقلال ليتوانيا حاول السوفييت إجهاض الإستقلال. نتيجة للأعمال العسكرية السوفيتية قٌتل 14 مدنياً وأصيب أكثر من 140. تركزت الأحداث بشكل رئيسي في العاصمة فيلنيوس، لكن النشاط العسكري السوفياتي والمواجهات وقعت في أماكن أخرى من البلاد، بما في ذلك أليتس، شياولياي، فارينا وكاوناس.